# EasyEDA
EasyEDA – internetowy pakiet narzędzi EDA, który umożliwia inżynierom projektowanie, symulowanie, udostępnianie (publicznie lub prywatnie) oraz omawianie schematów, symulacji i płytek drukowanych. Inne funkcje obejmują tworzenie zestawień materiałów, plików Gerber oraz plików typu pick and place, a także dokumentów wyjściowych w formatach PDF, PNG i SVG.
Program umożliwia tworzenie i edycję schematów, symulację SPICE mieszanych obwodów analogowych i cyfrowych, tworzenie i edycję układów obwodów drukowanych oraz opcjonalnie produkcję płytek drukowanych.
Członkostwo bez subskrypcji jest oferowane dla projektów publicznych i ograniczonej liczby projektów prywatnych. Liczbę projektów prywatnych można zwiększyć, wnosząc wysokiej jakości projekty publiczne, symbole schematyczne i ślady PCB lub płacąc miesięczną subskrypcję.
Zarejestrowani użytkownicy mogą bezpłatnie pobierać pliki Gerber, ale za opłatą EasyEDA oferuje usługę produkcji PCB. Ta usługa może również akceptować dane wejściowe plików Gerber z narzędzi innych firm.